# Emil Hegle Svendsen
Emil Hegle Svendsen (Trondheim, 12 de juliol de 1985) és un biatleta noruec, un dels més destacats de la dècada del 2000 i 2010.

## Biografia
Va néixer el 12 de juliol de 1985 a la ciutat de Trondheim, població situada al comtat de Sør-Trøndelag.

## Carrera esportiva
Als 20 anys va participar en els Jocs Olímpics d'Hivern de 2006 realitzats a Torí (Itàlia) en una única prova, els 15 quilòmetres amb sortida massiva, en la qual finalitzà en sisena posició. En els Jocs Olímpics d'Hivern de 2010 realitzats a Vancouver (Canadà) es convertí en un dels esportistes més premiats a l'aconseguir tres medalles, dues d'or i una de plata. Aconseguí la medalla d'or en les proves de 20 km. individuals i relleus per equips, així com la medalla de plata en la prova de 10 km. esprint, a més de finalitzar vuitè en els 12,5 km. persecució i tretzè en els 15 km. amb sortida massiva.
Al llarg de la seva carrera ha guanyat dotze medalles d'or en el Campionat del Món de biatló, sis de plata i tres de bronze.